# Drosophila nigriceps
Drosophila nigriceps är en tvåvingeart som beskrevs av Johann Wilhelm Meigen 1838. Drosophila nigriceps ingår i släktet Drosophila och familjen daggflugor.
Artens utbredningsområde är Europa.